# Antônio Pedro de Alencastro
Antônio Pedro de Alencastro (? — ?) foi um político brasileiro.
Foi presidente da província de Mato Grosso, de 22 de setembro de 1834 a 31 de janeiro de 1836 e de 13 de outubro de 1859 a 8 de fevereiro de 1862.